# Sesamum

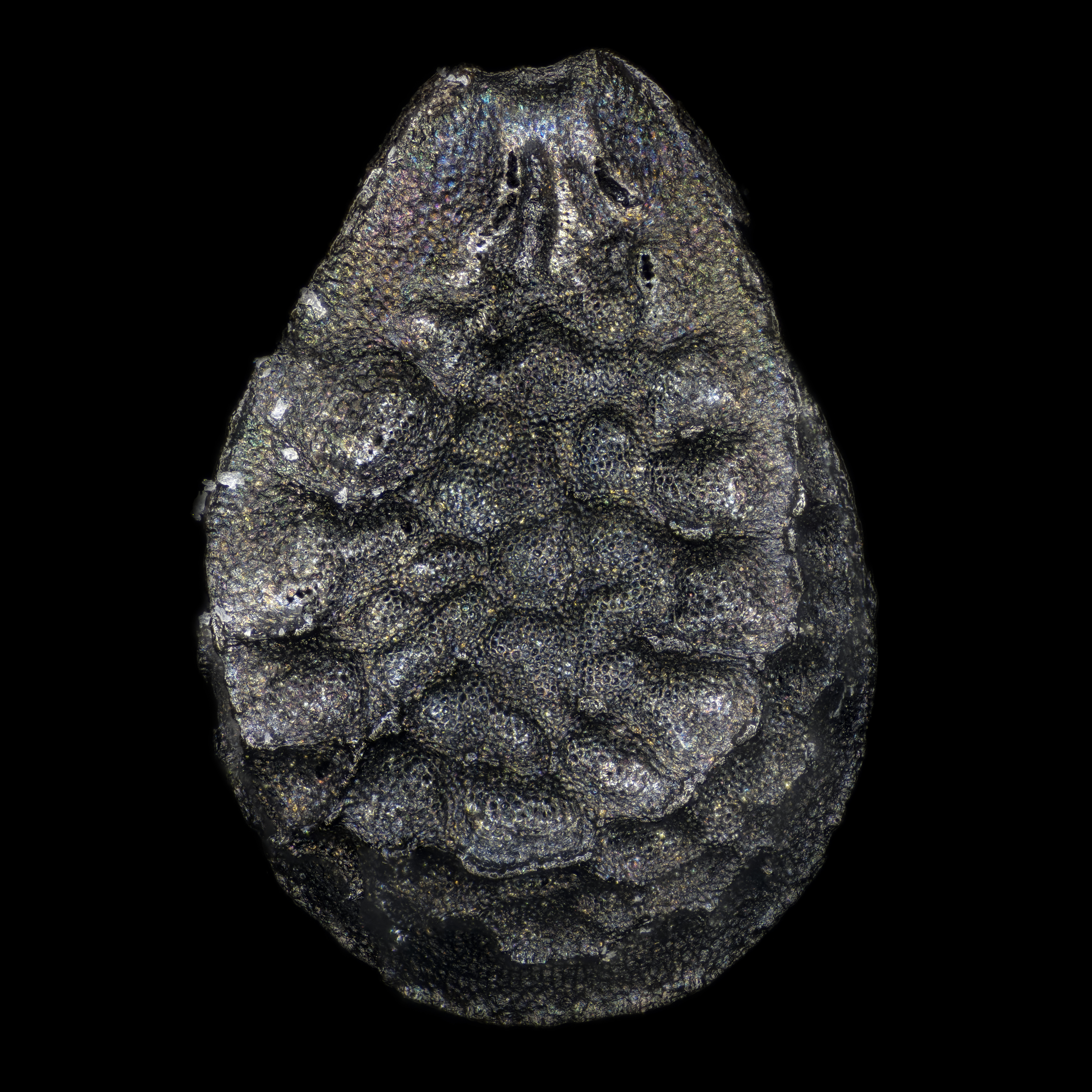
Seme al microscopio

Sesamum L., 1753 è un genere di piante della famiglia Pedaliaceae, diffuso in Africa, Asia e Oceania.

## Tassonomia
Il genere comprende le seguenti specie:
- Sesamum abbreviatum Merxm.
- Sesamum alatum Thonn.
- Sesamum angolense Welw.
- Sesamum angustifolium (Oliv.) Engl.
- Sesamum calycinum Welw.
- Sesamum capense Burm.f.
- Sesamum celebicum (Blume) Byng & Christenh.
- Sesamum eriocarpum (Decne.) Byng & Christenh.
- Sesamum eugeniae (F.Muell.) Byng & Christenh.
- Sesamum forbesii (Decne.) Byng & Christenh.
- Sesamum imperatricis (Vent.) Byng & Christenh.
- Sesamum indicum L.
- Sesamum integribracteatum (Engl.) Byng & Christenh.
- Sesamum latifolium J.B.Gillett
- Sesamum lepidotum Schinz
- Sesamum marlothii Engl.
- Sesamum papillosum (W.Fitzg.) Byng & Christenh.
- Sesamum parviflorum Seidenst.
- Sesamum pedalioides Welw. ex Hiern
- Sesamum prostratum Retz.
- Sesamum radiatum Thonn. ex Hornem.
- Sesamum reniforme (Abels) Byng & Christenh.
- Sesamum rigidum Peyr.
- Sesamum rosaceum (Engl.) J.C.Manning & Magee
- Sesamum saxicola (E.A.Bruce) Byng & Christenh.
- Sesamum schinzianum Asch.
- Sesamum senecioides (Klotzsch) Byng & Christenh.
- Sesamum sesamoides (Endl.) Byng & Christenh.
- Sesamum trilobum (Bernh.) Byng & Christenh.
- Sesamum triphyllum Welw. ex Asch.
- Sesamum zanguebarium (Lour.) Byng & Christenh.